# Слобозија (Попешти)
Слобозија (рум. Slobozia) насеље је у Румунији у округу Арђеш у општини Попешти. Oпштина се налази на надморској висини од 154 m.

## Становништво
Према подацима из 2011. године у насељу је живело 997 становника.